# Župnija Beltinci
Župnija Beltinci je rimskokatoliška teritorialna župnija dekanije Lendava škofije Murska Sobota.
Župnijska cerkev je cerkev sv. Ladislava.

## Zgodovina
Župnija je bila ustanovljena leta 1760.
Do 7. aprila 2006, ko je bila ustanovljena škofija Murska Sobota, je bila župnija del Pomurskega naddekanata, ki je bila del škofije Maribor.

## Sakralni objekti
Cerkev sv. Ladislava, Beltinci